# Бебрики
Бебрики (на гръцки: βεβρυκης) са древно тракийско племе обитавало античната област Мизия в северозападна Мала Азия. Тази част на Мала Азия още в края на бронзовата епоха била заселена от няколко тракийски племена, дошли от Балканския полуостров. По имената на племената – мизи и витини – тези части на северозападна Мала Азия били наричани от античните географи Мизия и Витиния.
В сборник на елинските митове, познат като „Митологическа библиотека“, Аполодор, живял през 2 век пр. Хр., разказва: „От Мизия (аргонавтите) пристигнали в земята на бебриките, които управлявал Амик, син на Посейдон и една витинска нимфа“ . По-нататък в легендата за деветия подвиг на Херакъл отново се споменават бебриките и техния цар Мигдон, брат на Едон и Бистон (епоними за племената едони и бистони). Съдейки по името на племето, което се свързва с тракийското „Bebrus“ – бобър  и имената на споменатите владетели, се приема, че бебриките принадлежат към общността на тракийските племена.